# اوپی‌اس۵
او پی اس فایو (به انگلیسی: OPS5) نام زبان برنامه نویسی قانون محور است که اولین بار در سیستم‌های خبره و در پروژه آر وان/ اکس کان (به انگلیسی: R1/XCON) که سیستم‌های وکس را طراحی می‌کرد مورد استفاده قرار گرفت.